# Покраяц, Игор
Игор Покраяц (род. 2 января 1979, Загреб, Югославия) — хорватский боец смешанных единоборств, ранее выступавший в полутяжелом весе в Ultimate Fighting Championship. Профессиональный боец с 2003 года, также ранее дрался в промоушенах K-1, KSW, It's Showtime и Jungle Fight. 

## Карьера в смешанных единоборствах

### Ранняя карьера
Покраяц начал профессиональную карьеру бойца ММА в 2003 году, в основном выступая в родной Хорватии. За следующие шесть лет он установил рекорд 21-5.

### Ultimate Fighting Championship
В августе 2009 года было объявлено, что Игор подписал контракт с UFC, и его дебют в лиге состоится против Владимира Матюшенко 19 сентября 2009 года на UFC 103. Покраяц проиграл бой единогласным решением судей.
В следующем бою в новом промоушене Покраяц встретился с Джеймсом Те-Хуной 21 февраля 2010 года на UFC 110. Покраяц снова проиграл, на этот раз техническим нокаутом в третьем раунде из-за ударов. Это поражение было спорным, поскольку Те Хуна уложил Покраяца на ковре в измененной позе распятия и нанес пять-шесть точных ударов в лицо, и хотя Игор не мог защититься из этой позиции, он сигнализировал рефери, что с ним все в порядке, хотя рефери этого не признал и остановил бой после безответных ударов Те Хуны. Несмотря на то, что Покраяц был ошеломлен, и пытался оспорить остановку сразу после боя остались безрезультатными.
На номерном турнире UFC 152 Покраяц потерпел поражение болевым на руку от Винни Магальяйнса во втором раунде 22 сентября 2012 года.
В следующий раз Покраяц встретился с Джоуи Белтраном 15 декабря 2012 года на UFC on FX 6, заменив травмированного Энтони Пероша. Игор проиграл бой единогласным решением судей. Однако 10 января 2013 года было объявлено, что Белтран провалил тест на допинг после боя, показав положительный результат на нандролон, и бой был признан несостоявшимся. 
Следующим соперником стал Райаном Джиммо на турнире UFC 161 в Виннипеге, Манитоба, 15 июня 2013 года.  Игор проиграл бой единогласным решением судей.
Далее Покраяц встретился с Рафаэлем Кавальканте 9 ноября 2013 года на UFC Fight Night 32. Этот бой он проиграл сабмишном из-за ударов в первом раунде.
20 декабря 2014 года на UFC Fight Night 58 состоялся поединок Покраяца с Маркос Роджерио Де Лимой. Покраяц проиграл бой техническим нокаутом в первом раунде и вскоре после очередного поражения был уволен из промоушена.

## Титулы и достижения

### Смешанные единоборства
- Serbian Battle Championship
  - Чемпион SBC в полутяжёлом весе (один раз)

## Статистика в профессиональном ММА
| Боёв 45         | Побед 29 | Поражений 15 |
| --------------- | -------- | ------------ |
| Нокаутом        | 16       | 8            |
| Сдачей          | 9        | 2            |
| Решением        | 4        | 5            |
| Не состоявшихся | 1        | 1            |

| Результат    | Рекорд    | Соперник               | Способ                                          | Турнир                                            | Дата             | Раунд | Время | Место                   | Примечание                                                                                               |
| ------------ | --------- | ---------------------- | ----------------------------------------------- | ------------------------------------------------- | ---------------- | ----- | ----- | ----------------------- | --- |
| Поражение    | 29-15 (1) | Михал Кита             | Техническим нокаутом (удары)                    | FEN 28 Lotos Fight Night                          | 13 июня 2020     | 1     | 0:37  | Люблин, Польша          | |
| Победа       | 29-14 (1) | Майкел Фалькан         | Техническим нокаутом (удары)                    | SBC 25 - Serbian Battle Championship 25: Revenge! | 7 декабря 2019   | 1     | 3:24  | Нови-Сад, Сербия        | |
| Поражение    | 28-14 (1) | Майкел Фалькан         | Техническим нокаутом (удары)                    | SBC 21 Serbian Battle Championship 21: Revenge!   | 4 мая 2019       | 1     | 4:55  | Оджаци, Сербия          | |
| Поражение    | 28-13 (1) | Ян Блахович            | Решением (единогласным)                         | UFC Fight Night 86: Ротвелл - Дос Сантос          | 10 апреля 2016   | 3     | 5:00  | Загреб, Хорватия        | |
| Победа       | 28-12 (1) | Заури Майсурадзе       | Сабмишном (рычаг локтя)                         | FFC - Final Fight Championship 20                 | 23 октября 2015  | 1     | 1:14  | Загреб, Хорватия        | |
| Победа       | 27-12 (1) | Рудольф Пэвлин         | Техническим нокаутом (удары)                    | MFC - Montenegro Fighting Championship 3          | 27 июля 2015     | 1     | 2:35  | Будва, Черногория       | |
| Победа       | 26-12 (1) | Архонтис Тахиархис     | Техническим нокаутом (удары)                    | FFC - Final Fight Championship 18                 | 17 апреля 2015   | 1     | 3:03  | Любляна, Словения       | |
| Поражение    | 25-12 (1) | Маркус Рожериу Де Лима | Техническим нокаутом (удары)                    | UFC Fight Night: Мачида - Долловэй                | 20 декабря 2014  | 1     | 1:59  | Баруэри, Бразилия       | |
| Поражение    | 25-11 (1) | Рафаэль Кавальканте    | Техническим нокаутом (удары коленями и руками)  | UFC Fight Night 32: Белфорт - Хендерсон           | 9 ноября 2013    | 1     | 1:18  | Гояния, Бразилия        | |
| Поражение    | 25-10 (1) | Райан Джиммо           | Решением (единогласным)                         | UFC 161: Эванс - Хендерсон                        | 15 июня 2013     | 3     | 5:00  | Виннипег, Канада        | |
| Не состоялся | 25-9 (1)  | Джоуи Белтран          | Не состоялся                                    | UFC on FX 6: Сотиропулос - Пирсон                 | 15 декабря 2012  | 3     | 5:00  | Голд-Кост, Австралия    | Изначально победа Белтрана решением, позднее результат боя отменён из-за проваленного допинг теста Джоуи |
| Поражение    | 25-9      | Винни Магальяйнс       | Сабмишном (рычаг локтя)                         | UFC 152: Джонс - Белфорт                          | 22 сентября 2012 | 2     | 1:14  | Торонто, Канада         | |
| Победа       | 25-8      | Фабио Мальдонадо       | Решением (единогласным)                         | UFC on Fuel TV 3: Корейский Зомби - Порье         | 15 мая 2012      | 3     | 5:00  | Фэрфакс, США            | |
| Победа       | 24-8      | Кшиштоф Сошински       | Нокаутом (удары)                                | UFC 140: Джонс - Мачида                           | 10 декабря 2011  | 1     | 0:35  | Торонто, Канада         | |
| Победа       | 23-8      | Тодд Браун             | Техническим нокаутом (отказ от продолжения боя) | UFC Live 3: Санчес - Кампманн                     | 3 марта 2011     | 1     | 5:00  | Луисвилл, США           | |
| Поражение    | 22-8      | Стефан Боннар          | Решением (единогласным)                         | UFC - The Ultimate Fighter 12 Finale              | 4 декабря 2010   | 3     | 5:00  | Лас-Вегас, США          | |
| Победа       | 22-7      | Джеймс Ирвин           | Сабмишном (удушение сзади)                      | UFC Live 2: Джонс - Матюшенко                     | 1 августа 2010   | 1     | 2:29  | Сан-Диего, США          | |
| Поражение    | 21-7      | Джеймс Те-Хуна         | Техническим нокаутом (удары)                    | UFC 110: Ногейра - Веласкес                       | 20 февраля 2010  | 3     | 3:26  | Сидней, Австралия       | |
| Поражение    | 21-6      | Владимир Матюшенко     | Решением (единогласным)                         | UFC 103: Франклин - Белфорт                       | 19 сентября 2009 | 3     | 5:00  | Даллас, США             | Дебют в UFC                                                                                              |
| Победа       | 21-5      | Кальвис Гебауэрс       | Техническим нокаутом (удары)                    | WFC 8 - D-Day                                     | 18 апреля 2009   | 1     | 1:16  | Любляна, Словения       | |
| Победа       | 20-5      | Родерик Джамбор        | Техническим нокаутом                            | OR 9 - Obracun Ringu 9                            | 21 марта 2009    | 1     | 0:00  | Сплит, Хорватия         | |
| Победа       | 19-5      | Михайло Финкур         | Техническим нокаутом (удары)                    | GF - Grand Fight                                  | 27 декабря 2008  | 1     | 0:00  | Вараждин, Хорватия      | |
| Победа       | 18-5      | Патрик Явицки          | Сабмишном (удушение сзади)                      | Ultimate Fight - Challenge 3                      | 6 декабря 2008   | 1     | 0:00  | Самобор, Хорватия       | |
| Победа       | 17-5      | Ян Антоска             | Сабмишном (рычаг локтя)                         | HC 1 - Hell Cage 1                                | 3 мая 2008       | 2     | 0:00  | Прага, Чехия            | |
| Победа       | 16-5      | Мартин Завада          | Сабмишном                                       | It's Showtime - Trophy                            | 15 марта 2008    | 1     | 0:00  | Хертогенбос, Нидерланды | |
| Победа       | 15-5      | Марко Синтич           | Техническим нокаутом                            | Ultimate Fight - Challenge 2                      | 15 декабря 2007  | 0     | 0:00  | Самобор, Хорватия       | |
| Победа       | 14-5      | Ладислав Зак           | Решением                                        | OB-Gula - Fight Night                             | 8 декабря 2007   | 0     | 0:00  | Огулин, Хорватия        | |
| Поражение    | 13-5      | Мамед Халидов          | Сабмишном (рычаг колена)                        | BE 2 - Boxing Explosion 2                         | 2 августа 2007   | 2     | 0:55  | Паг, Хорватия           | |
| Победа       | 13-4      | Боян Спалевик          | Техническим нокаутом                            | OC - Osijek Challenge 07                          | 27 мая 2007      | 1     | 0:00  | Осиек, Хорватия         | |
| Победа       | 12-4      | Славен Планинич        | Техническим нокаутом                            | BFN - Bilic Fight Night                           | 25 апреля 2007   | 0     | 0:00  | Загреб, Хорватия        | |
| Победа       | 11-4      | Саса Лазич             | Сабмишном (рычаг локтя)                         | NG 1 - Noc Gladiatora 1                           | 16 марта 2007    | 1     | 0:00  | Карловац, Хорватия      | |
| Поражение    | 10-4      | Ассуерио Сильва        | Решением (раздельным)                           | JF 7 - Jungle Fight Europe                        | 17 декабря 2006  | 3     | 5:00  | Любляна, Словения       | |
| Победа       | 10-3      | Иван Бргулян           | Решением (единогласным)                         | IFN - International Fight Night                   | 3 сентября 2006  | 1     | 0:00  | Опатия, Хорватия        | |
| Победа       | 9-3       | Лукаш Юрковски         | Решением                                        | SFN - Sukosan Fight Night                         | 9 августа 2006   | 2     | 0:00  | Задарска, Хорватия      | |
| Победа       | 8-3       | Джьюр Лукич            | Сабмишном (рычаг локтя)                         | UN 4 - Ultimate Nokaut 4                          | 17 марта 2006    | 1     | 0:00  | Карловац, Хорватия      | |
| Победа       | 7-3       | Иван Бацик             | Сабмишном (удушение сзади)                      | UN 3 - Ultimate Nokaut 3                          | 17 декабря 2005  | 1     | 0:00  | Риека, Хорватия         | |
| Поражение    | 6-3       | Лукаш Юрковски         | Техническим нокаутом (отказ от продолжения боя) | KSW 4 - Konfrontacja                              | 10 сентября 2005 | 2     | 5:00  | Варшава, Польша         | |
| Победа       | 6-2       | Брэнислэв Земан        | Сабмишном (удушение сзади)                      | UN 2 - Ultimate Nokaut 2                          | 29 июля 2005     | 2     | 0:00  | Задар, Хорватия         | |
| Поражение    | 5-2       | Миодраг Петкович       | Техническим нокаутом                            | UN 1 - Ultimate Nokaut 1                          | 11 марта 2005    | 2     | 0:00  | Карловац, Хорватия      | |
| Победа       | 5-1       | Питер Кэкик            | Техническим нокаутом                            | Trboulje 2 - Croatia vs. Slovenia                 | 12 февраля 2005  | 1     | 0:00  | Трбовле, Словения       | |
| Поражение    | 4-1       | Миодраг Петкович       | Нокаутом                                        | UFD - Ultimate Fight Dubravc                      | 4 апреля 2004    | 2     | 0:00  | Загреб, Хорватия        | |
| Победа       | 4-0       | Мэттиас Риччо          | Техническим нокаутом (рассечение)               | DF - Durata World Grand Prix 1                    | 3 мая 2003       | 1     | 4:00  | Загреб, Хорватия        | |
| Победа       | 3-0       | Павел Ботка            | Техническим нокаутом                            | DF - Durata World Grand Prix 1                    | 3 мая 2003       | 1     | 4:00  | Загреб, Хорватия        | |
| Победа       | 2-0       | Андрэ Кастро           | Нокаутом (удар коленом)                         | DF - Durata World Grand Prix 1                    | 3 мая 2003       | 1     | 2:00  | Загреб, Хорватия        | |
| Победа       | 1-0       | Ник Перич              | Техническим нокаутом                            | SFF - Strabag Free Fight                          | 9 февраля 2003   | 1     | 0:00  | Риека, Хорватия         | |